# Министерство иностранных дел Азербайджана
Министерство иностранных дел Азербайджанской Республики, МИД Азербайджана (азерб. Azərbaycan Respublikası Xarici İşlər Nazirliyi) — внешнеполитическое ведомство, орган исполнительной власти Азербайджана, осуществляющий государственное управление в области внешнеполитических связей Азербайджанской Республики.

## Общая информация
Подведомственно Президенту Азербайджана в соответствии с законодательством Азербайджанской Республики.
Главная задача министерства — разработка общей стратегии внешней политики, представление соответствующих предложений Президенту и реализация внешнеполитического курса государства.
МИД осуществляет свою деятельность посредством дипломатических представительств и консульских учреждений.

## История

### Период АДР
Впервые создано 28 мая 1918 года, в день образования Азербайджанской Демократической Республики, когда государство, получив независимость, получило право вести самостоятельную внешнюю политику.
Первым министром иностранных дел Азербайджана стал Мамед-Гасан Гаджинский.
9 июля 1919 года была принята временная инструкция о секретариате Министерства иностранных дел АДР.
В период АДР были открыты дипломатические представительства в Турции, Грузии, посольство в Иране. Делегация МИД АДР участвовала в деятельности Парижской мирной конференции 1919 года.
В Азербайджане действовали представительства 16 стран, в том числе Великобритании, Бельгии, Греции, Грузии, Дании, Италии, Литвы, Ирана, Польши, США, Украины, Финляндии, Франции, Швеции, Швейцарии.

### Период Азербайджанской ССР
В период Азербайджанской ССР министерство иностранных дел было упразднено. Вместо него был создан Народный Комиссариат иностранных дел. В 1922 году в связи со вступлением Азербайджанской ССР  в СССР, комиссариат был упразднён.
8 октября 1923 года приказом Совета Народных Комиссаров Азербайджанской ССР все действовавшие в Азербайджане дипломатические представительства зарубежных государств были ликвидированы кроме дипломатических представительств Турции и Ирана.
Законом СССР от 1 февраля 1944 года были внесены изменения в Конституцию СССР, согласно которым союзным республикам было предоставлено право вступать в непосредственные отношения с иностранными государствами, заключать с ними соглашения, обмениваться дипломатическими и консульскими представителями. Такие же поправки были внесены в Конституцию Азербайджанской ССР 1937 года. Однако, построение отношений с иными странами должно было происходить в рамках правил, установленных СССР.
8 марта 1944 года Народный Комиссариат иностранных дел Азербайджанской ССР был восстановлен.

### Период с 1991 года
После восстановления независимости Азербайджан получил возможность полноценно вести внешнюю политику. Внешняя политика Азербайджана делится на этапы построения связей с иными государствами (1991—2003), и углубления данных связей.

## Министр иностранных дел Азербайджана
С 16 июля 2020 года министерство возглавляет Джейхун Байрамов

## Заместители министра иностранных дел
По состоянию на ноябрь 2010 года:
- Азимов, Араз Беюкага оглы
- Халафов, Халаф Алы оглы
- Мамедкулиев, Махмуд Ахмед оглы
- Пашаев, Хафиз Мирджалал оглы
- Гусейнов, Надир Сабир оглы

## Структура МИД Азербайджана
В структуру МИД Азербайджана входят:
- Секретариат
- Пресс-служба
- Послы по особым поручениям
- Служба государственного протокола
- Управление МИД в Нахичеванской АР
- Управление международной безопасности
- Управление стратегического планирования внешней политики
- Первое Управление Европы
- Второе Управление Европы
- Первое Управление Азии
- Второе Управление Азии
- Управление Америки
- Управление Ближнего Востока и Африки
- Управление международного права и договоров
- Управление экономического сотрудничества и развития
- Управление по правам человека и гуманитарным вопросам

## Подведомственные организации
- Азербайджанская дипломатическая академия

## Деятельность

### 2024
21 марта 2024 года министр иностранных дел Азербайджана Джейхун Байрамов принял участие на впервые проведённом в Бельгии Саммите по атомной энергетике, организованном МАГАТЭ. На саммите он сообщил, что подготавливается рамочный документ «Страновая рамочная программа» для Азербайджана в области использования ядерных технологий.
12 апреля 2024 года на заседании Совета МИД СНГ Азербайджан выдвинул Лачин на получение статуса культурной столицы СНГ в 2025 году.